# Lessebo
Lessebo – miejscowość (tätort) w Szwecji, w regionie administracyjnym (län) Kronoberg, siedziba gminy Lessebo.
Według danych Szwedzkiego Urzędu Statystycznego liczba ludności wyniosła: 2857 (31 grudnia 2015), 3016 (31 grudnia 2018) i 3034 (31 grudnia 2019).